# Copa Latina 1956
La Copa Latina de 1956 fue la séptima edición de la Copa Latina, un torneo de fútbol organizado por las federaciones nacionales de España (RFEF) —promotora del evento—, Italia (FIGC), Francia (FFF), Portugal (FPF) y avalado por la FIFA para designar a la mejor asociación y club del sur de Europa.
El equipo vencedor de esta séptima edición fue el local Associazione Calcio Milan tras vencer al Athletic Club por un tres goles a uno. En esta séptima edición se anotaron un total de 15 goles en 4 partidos arrojando una media de 3,75 goles por encuentro.
En el que era la tercera edición de un nuevo ciclo, Italia sumó nueve puntos, por ocho de España y Francia y cinco de Portugal.

## Desarrollo
La edición 1956 se inició tras la finalización del nuevo torneo europeo, la Copa de Europa, que vio como el Real Madrid C. F. vencía proclamándose campeón  y postulándose como el rival a batir. Mientras, en la cita latina, el Atlético de Bilbao fue el representante hispano acudiendo con la vitola del doblete tras conquistar liga y copa con el veterano Piru Gaínza como referente.

### Participantes
El Athletic Club debutaba en la competición.
Nota: Nombres y banderas de clubes según la época.
| Equipos participantes                                                                          | |
| Semifinales                                                                                    | (Condición) |
| Associazione Calcio Milan Athletic Club Sport Lisboa e Benfica Olympique Gymnaste Club de Nice | Segundo clasificado (Serie A (Italia) 1955-56) Campeón de España (Primera División 1955-56) Segundo clasificado (Primeira Divisão 1955-56) Campeón de Francia (Division 1 1955-56) |

## Fase final
Tras ganarle 2-0 al O. G. C. Nice, el Atlético de Bilbao cayó en al final ante la fuerte A. C. Milan por 3-1, y que venía de caer frente a los madridistas en las semifinales de la Copa de Europa. Curiosamente, tres de los semifinalistas de aquella primera edición fueron participantes de la Copa Latina en alguna ocasión mostrando su fortaleza en el fútbol europeo.
Milán ganó del Benfica 4 a 2. Schiaffino a Mariani. 1 a 0. Dal Monte de cabeza en el poste y Schiaffino recoge el rebote. 2 a 0. Coluna toma el rebote de un centro de Caiado. 1 a 2. Radice para Schiaffino. 3 a 1. Caiado toma el rebote de una patada de Coluna. 3 a 2. Mariani a Bagnoli. 4 a 2. Bilbao 2 a 0 Nice. Artetxe para Marcaida. 1 a 0. Eneko Arieta para Marcairda. 2 a 0.
Benfica 2 a 1 Nice. Todos los goles en la prorrogacion,. Nuremberg para Milazzo 1 a 0. Arturi para Cavém. 1 a 1. Patada forte de Coluna, Águias en el rebote. 2 a 1.
Final: Milán 3 a 1 Bilbao. Mariani para Bagnoli. 1 a 0. Arieta para Artetxe. 1 a 1. Rebote del corner, Dal Monte. 2 a 1. Mariani a Schiaffino. 3 a 1.

### Eliminatorias

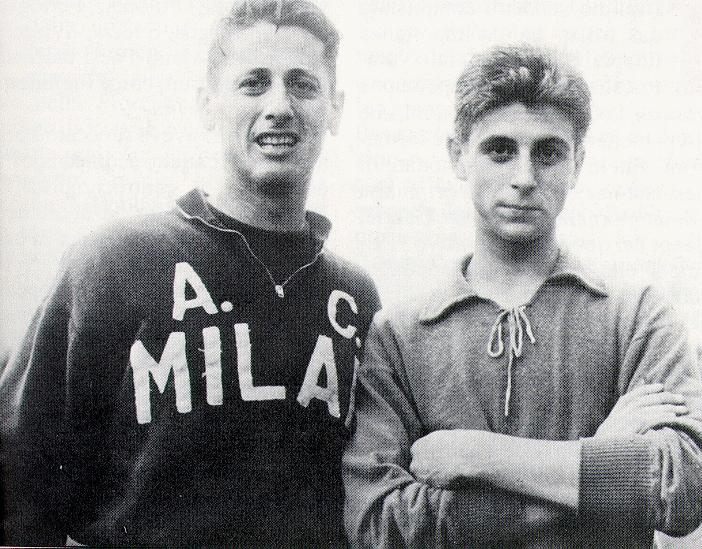
El uruguayo Juan Alberto Schiaffino (izquierda) marcó el 3-1 definitivo en la final en que su equipo, el Associazione Calcio Milan derrotó al Athletic Club.

|  | Semifinales         | Semifinales         |   |                      | Final              | Final |  |
|  |                     |                     |   |                      |                    |       |  |
|  |                     |                     |   |                      |                    |       |  |
|  | 29 de junio (Milán) |                     |   |                      |                    |       |  |
|  | A. C. Milan         | 4                   |   |                      |                    |       |  |
|  | S. L. Benfica       | 2                   |   |                      |                    |       |  |
|  |                     |                     |   |                      |                    |       |  |
|  |                     |                     |   |                      | 3 de julio (Milán) |       |  |
|  |                     |                     |   |                      | A. C. Milan        | 3     |  |
|  |                     | Atlético de Bilbao  | 1 |                      |                    |       |  |
|  |                     |                     |   |                      |                    |       |  |
|  |                     |                     |   |                      |                    |       |  |
|  |                     |                     |   |                      | Tercer lugar       |       |  |
|  | 30 de junio (Milán) | 30 de junio (Milán) |   | 1 de julio (Milán)   | 1 de julio (Milán) |       |  |
|  | Atlético de Bilbao  | 2                   |   | S. L. Benfica (pró.) | 2                  |       |  |
|  | O. G. C. Nice       | 0                   |   |                      | O. G. C. Nice      | 1     |  |

#### Semifinales
| 29 de junio de 1956 | Associazione Calcio Milan                      | 4:2 (2:0) | Sport Lisboa e Benfica  | Arena Cívica, Milán             |                                 |
|                     | Mariani 18' · Schiaffino 40' 57' · Bagnoli 72' | Reporte   | 52' Coluna · 65' Caiado | Árbitro(s): Julián Arqué Martín | Árbitro(s): Julián Arqué Martín |

| 30 de junio de 1956 | Athletic Club    | 2:0 (2:0) | Nice | Arena Cívica, Milán           |                               |
|                     | Marcaida 14' 32' | Reporte   |      | Árbitro(s): Armando Marchetti | Árbitro(s): Armando Marchetti |

#### Tercer puesto
| 1 de julio de 1956 | Sport Lisboa e Benfica  | 2:1 (0:0, 0:0) (t. s.) | Nice         | Arena Cívica, Milán              |                                  |
|                    | Cavém 116' · Águas 132' | Reporte                | 102' Milazzo | Árbitro(s): Manuel Asensi Martín | Árbitro(s): Manuel Asensi Martín |

#### Final
|    | POR | Lorenzo Buffon          |  |
|    | DEF | Cesare Maldini          |  |
|    | DEF | Francesco Zagatti       |  |
|    | DEF | Eros Fassetta           |  |
|    | DEF | Luigi Radice            |  |
|    | MED | Osvaldo Bagnoli         |  |
|    | MED | Nils Liedholm           |  |
|    | MED | Amos Mariani            |  |
|    | DEL | Juan Alberto Schiaffino |  |
|    | DEL | Amleto Frignani         |  |
|    | DEL | Giorgio Dal Monte       |  |
|    |     |                         |  |
| DT | DT  | Héctor Puricelli        |  |

|    | POR | Carmelo Cedrún           |  |
|    | DEF | José María Orúe          |  |
|    | DEF | Nicanor Sagarduy Gonzalo |  |
|    | DEF | Jesús Garay Vecino       |  |
|    | MED | Félix Marcaida           |  |
|    | MED | Mauri Ugartemendia       |  |
|    | MED | José María Maguregui     |  |
|    | DEL | Ignacio Uribe            |  |
|    | DEL | Eneko Arieta             |  |
|    | DEL | José Luis Artetxe        |  |
|    | DEL | Piru Gaínza              |  |
|    |     |                          |  |
| DT | DT  | Ferdinand Daučík         |  |

|  | 21' | Osvaldo Bagnoli         | 1-0 |
|  | 80' | Giorgio Dal Monte       | 2-1 |
|  | 86' | Juan Alberto Schiaffino | 3-1 |

|  | 50' | José Luis Artetxe | 1-1 |

| Árbitro | Maurice Guigue Reporte |

|    | POR | Lorenzo Buffon          |  |
|    | DEF | Cesare Maldini          |  |
|    | DEF | Francesco Zagatti       |  |
|    | DEF | Eros Fassetta           |  |
|    | DEF | Luigi Radice            |  |
|    | MED | Osvaldo Bagnoli         |  |
|    | MED | Nils Liedholm           |  |
|    | MED | Amos Mariani            |  |
|    | DEL | Juan Alberto Schiaffino |  |
|    | DEL | Amleto Frignani         |  |
|    | DEL | Giorgio Dal Monte       |  |
|    |     |                         |  |
| DT | DT  | Héctor Puricelli        |  |

|    | POR | Carmelo Cedrún           |  |
|    | DEF | José María Orúe          |  |
|    | DEF | Nicanor Sagarduy Gonzalo |  |
|    | DEF | Jesús Garay Vecino       |  |
|    | MED | Félix Marcaida           |  |
|    | MED | Mauri Ugartemendia       |  |
|    | MED | José María Maguregui     |  |
|    | DEL | Ignacio Uribe            |  |
|    | DEL | Eneko Arieta             |  |
|    | DEL | José Luis Artetxe        |  |
|    | DEL | Piru Gaínza              |  |
|    |     |                          |  |
| DT | DT  | Ferdinand Daučík         |  |

|  | 21' | Osvaldo Bagnoli         | 1-0 |
|  | 80' | Giorgio Dal Monte       | 2-1 |
|  | 86' | Juan Alberto Schiaffino | 3-1 |

|  | 50' | José Luis Artetxe | 1-1 |

| Árbitro | Maurice Guigue Reporte |

|                                       |
| Bandera de Italia                     |
| Campeón A. C. MILAN (FIGC) 2.º título |

## Estadísticas

### Máximos goleadores
| Jugador                 | Club                      | Goles | PJ |
| ----------------------- | ------------------------- | ----- | -- |
| Juan Alberto Schiaffino | Associazione Calcio Milan | 3     | 2  |
| Osvaldo Bagnoli         | Associazione Calcio Milan | 2     | 2  |
| Félix Marcaida          | Athletic Club             | 2     | 2  |
| José Águas              | Sport Lisboa e Benfica    | 1     | 2  |
| José Luis Artetxe       | Athletic Club             | 1     | 2  |
| Fernando Caiado         | Sport Lisboa e Benfica    | 1     | 2  |
| Domiciano Cavém         | Sport Lisboa e Benfica    | 1     | 2  |
| Mário Coluna            | Sport Lisboa e Benfica    | 1     | 2  |
| Giorgio Dal Monte       | Associazione Calcio Milan | 1     | 2  |
| Amos Mariani            | Associazione Calcio Milan | 1     | 2  |
| François Milazzo        | Nice                      | 1     | 2  |

## Máximos Asistentes
3 asistencias
- Amos Mariani

2 asistencias
- Eneko Arieta

1 Asistencia
- Juan Alberto Schiaffino
- Luigi Radice
- José Luis Artetxe
- Victor Nurenberg
- Artur Santos